# Radu Sârbu
Radu Sârbu (n. 1952, Cluj) este un om politic român, care a îndeplinit funcția de președinte al Fondului Proprietății de Stat (1998-2000). 